# Fluido idraulico

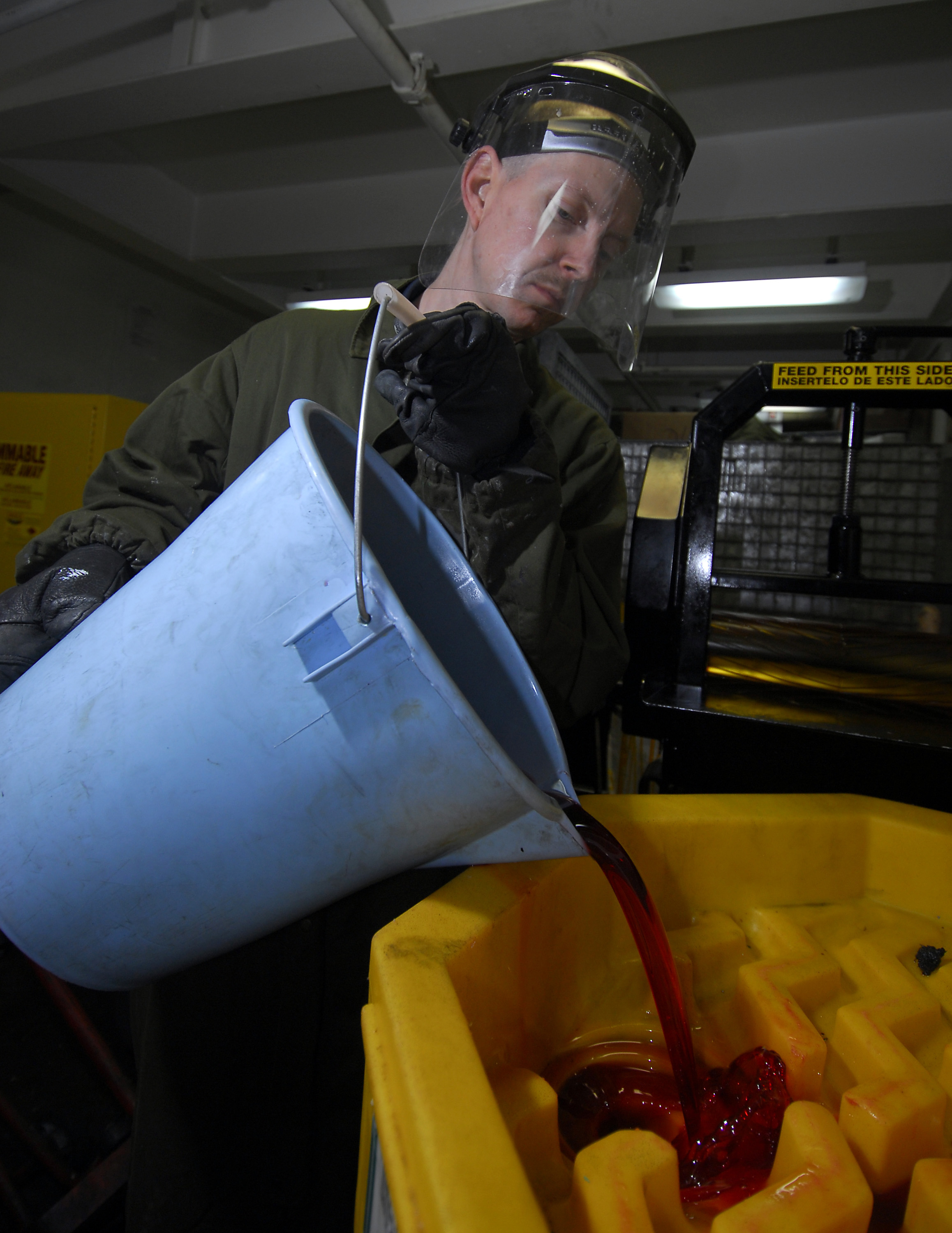
Fluido idraulico esausto versato in un contenitore per lo stoccaggio

Il fluido idraulico è il mezzo di trasporto dell'energia in un impianto oleodinamico. A seconda del tipo di base, i fluidi idraulici possono essere classificati come oli minerali, vegetali o sintetici. I fluidi idraulici trovano uso in svariate applicazioni tra cui escavatori, elevatori, freni idraulici, impianti servosterzo, comandi di volo di aeromobili e molti altri macchinari industriali. 

## Funzioni e proprietà
Oltre la funzione primaria di trasporto dell'energia meccanica, il fluido idraulico ha anche la proprietà di proteggere, lubrificare e raffreddare i componenti con i quali viene in contatto. Nella tabella sono riportate le principali funzioni di un fluido in relazione alle sue proprietà:
| Funzione                                    | Proprietà |
| ------------------------------------------- | --- |
| Mezzo di trasporto dell'energia e controllo | - Bassa comprimibilità - Rapida separazione da aria o gas - Bassa tendenza schiumogena - Bassa volatilità |
| Mezzo per il trasferimento di calore        | - Buona capacità e conduttività termica |
| Sigillante                                  | - Adeguata viscosità in un ampio spettro di temperature (indice di viscosità) - Stabilità della viscosità durante la vita operativa |
| Lubrificante                                | - Viscosità sufficiente a mantenere il film lubrificante - Fluidità a basse temperature - Stabilità termica e all'ossidazione - Idrorepellente - Trasparente e filtrabile - Demulsionabile - Caratteristiche antiusura - Protettivo contro la corrosione |
| Meccanismi di pompaggio                     | - Adeguata viscosità per ridurre le perdite interne - Alto indice di viscosità |
| Funzioni speciali                           | - Resistenza al fuoco - Resistenza alla frizione - Resistenza elettromagnetica |
| Impatto ambientale                          | - Bassa tossicità - Biodegradabilità |
| Vita operativa                              | - Compatibilità con i materiali con cui entra in contatto |

## Composizione

### Basi
Il più antico fluido idraulico (da cui il nome) fu l'acqua, utilizzata già ai tempi dell'antico Egitto. A partire dagli anni venti furono introdotte basi costituite da oli minerali ricavati dalla distillazione del petrolio grazie alle loro intrinseche proprietà lubrificanti e resistenza a temperature superiori al punto di ebollizione dell'acqua. Marcati da un colorante rosso, sono infiammabili e hanno la tendenza a variare in maniera abbastanza netta la loro viscosità con la temperatura. Devono essere impiegati solo con tubazioni e guarnizioni in gomma sintetica. La quasi totalità dei fluidi idraulici oggi in commercio è basata su oli minerali.
Oli vegetali come quello di colza sono usati quando le loro caratteristiche legate alla biodegradabilità e alle energie rinnovabili sono considerate necessarie. Questo tipo di fluidi, in genere marcati da un colorante blu, sono compatibili con tubazioni e guarnizioni in gomma naturale.
Basi sintetiche (ad esempio, glicoli, esteri, glicole propilenico e oli siliconici) sono utilizzate per impieghi particolari, come applicazioni a temperature elevate o protezione contro il fuoco. Hanno un basso coefficiente di dilatazione termica, bassa corrodibilità e basso punto di congelamento. Per queste caratteristiche sono impiegati largamente in campo aeronautico. Devono essere impiegati solo con tubazioni e guarnizioni di gomma sintetica (prevalentemente a base di gomma nitrilica).

### Additivi
I fluidi idraulici possono contenere una gran quantità di sostanze chimiche tra cui olio, butanolo, esteri (ad esempio, ftalati, come il DEHP, e acidi adipici come l'Adipato di 2-etilesile), organofosfati (ad esempio, tributilfosfato), siliconi, poliolefine e inibitori della corrosione.

### Fluidi idraulici biodegradabili
Applicazioni sensibili all'impatto ambientale (come trattori agricoli o draghe marine) traggono beneficio dall'impiego di fluidi idraulici biodegradabili basati su oli vegetali in modo da ridurre i rischi in caso di perdite dagli impianti. Tipicamente questi oli rispondono alle specifiche ISO 32, ISO 46, e ISO 68.

## Principali norme e standard
La tabella seguente mostra le sigle più utilizzate in DIN e ISO/UNI, con una breve descrizione delle loro caratteristiche:
| Abbreviazione | DIN 51524                                       | ISO 11158 / ISO 6743/4 | UNI EN ISO | Caratteristiche principali                                                                                                   |
| ------------- | ----------------------------------------------- | ---------------------- | ---------- | --- |
| H             | –                                               | –                      | –          | Olio minerale senza additivi particolari (storico, praticamente non più in uso).                                             |
| HL            | DIN 51524-1 (HL)                                | HL                     | HL         | Additivi antiossidanti e anticorrosivi; pressioni moderate e ridotte esigenze termiche.                                      |
| HLP           | DIN 51524-2 (HLP)                               | HM                     | HM         | Protezione anti-usura (additivi AW/EP) + protezione dall’ossidazione e dalla corrosione; standard per pressioni > 200 bar.   |
| HVLP          | DIN 51524-3 (HVLP)                              | HV                     | HV         | Equivalente a HLP/HM, ma con elevato indice di viscosità (High VI); si comporta meglio in caso di variazioni di temperatura. |
| HLPD          | (Caso particolare, non incluso nella DIN 51524) | –                      | –          | Identico a HLP, ma con proprietà detergenti e disperdenti (D). Gestisce meglio impurità e acqua. (Solo in Germania)          |
| HVLPD         | (Caso particolare)                              | –                      | –          | Combina elevato indice di viscosità (HVLP) con additivi detergenti (HLPD); poco frequente ma presente sul mercato.           |

Nota: I riferimenti UNI EN ISO seguono da vicino la classificazione ISO (HL, HM, HV). Pertanto, HM in ISO/UNI corrisponde approssimativamente a HLP in DIN, mentre HV corrisponde a HVLP.

## Fluidi per freni
Il fluido per freni è un sottotipo di fluido idraulico con un elevato punto di ebollizione, sia quando è puro che dopo l'assorbimento di umidità. Sotto l'effetto del riscaldamento dei freni trasmesso all'impianto, sia l'acqua libera che il vapore acqueo possono bollire dando origine a sacche di vapore comprimibile e conseguente malfunzionamento dell'impianto. I fluidi a base glicolica sono igroscopici e, assorbendo l'umidità, con l'andare del tempo subiscono una diminuzione considerevole del punto di ebollizione. I fluidi a base siliconica non sono igroscopici, ma il loro ridotto potere lubrificante non li rende adatti per tutti gli impianti frenanti.

## Sicurezza
Dal momento che i sistemi idraulici industriali operano a pressioni e temperature elevate, l'eventuale cedimento di un componente può causare gravi ferite o morte se non vengono rispettate le precauzioni necessarie nella manutenzione di impianti idraulici.
La resistenza al fuoco è una proprietà disponibile nei fluidi speciali. 

## Sistemi idraulici aeronautici
Con l'incremento delle prestazioni degli aeromobili nella seconda metà del XX secolo, la forza richiesta per operare i comandi di volo meccanici divenne eccessiva e furono introdotti gli impianti idraulici per ridurre lo sforzo del pilota. Gli attuatori idraulici sono controllati da valvole a loro volta comandate direttamente dall'equipaggio (comandi idro-meccanici) o da computer (fly-by-wire). 
L'energia idraulica è utilizzata anche per altri scopi. Può essere immagazzinata in accumulatori per avviare un'unità di potenza ausiliaria (APU) in grado poi di far partire i motori principali. Molti aerei equipaggiati con cannoni M61 usano la potenza idraulica per motorizzare la sequenza di sparo con una cadenza di fuoco elevata e affidabile.
La potenza idraulica deriva da pompe che possono essere mosse direttamente dai motori o da pompe elettriche, come in molti moderni aeromobili commerciali. Nel caso tutti i motori andassero in avaria contemporaneamente, su alcuni velivoli è previsto l'azionamento automatico di un generatore elettrico di emergenza (ram air turbine) che provvede all'alimentazione delle pompe idrauliche elettriche.

### Caratteristiche specifiche
Oli a base minerale:
- Mil-H-5606: base minerale, infiammabile, piuttosto basso punto di infiammabilità, utilizzabile da -54 °C a 135 °C, di colore rosso, sviluppato nel 1940[7].
- MIL-PRF-6083: Utilizzabile da -54 °C a 135 °C, dove è richiesta la protezione dalla corrosione e quando non è possibile l'utilizzo del fluido MIL-PRF-46170 (FRH).  Ad eccezione dei componenti nei veicoli blindati da combattimento che richiedono FRH, il fluido idraulico viene utilizzato anche come fluido protettivo per impianti idraulici per aeromobili e componenti dove il MIL-H-5606 (OHA) o MIL-PRF-87257 è usato come fluido operativo[8].

Oli sintentici a base di idrocarburi: 
- Questi fluidi sintetici sono compatibili con gli oli idraulici a base minerale e sono stati sviluppati per abbassare il punto di infiammabilità dei fluidi idraulici a base minerale[7].
- Mil-H-83282: a base di idrocarburi sintetici, con un più alto punto di infiammabilità, autoestinguente, compatibile con il Mil-H-5606, di colore rosso per un uso -40 °C.
- .Mil-H-87257: Uno sviluppo del Mil-H-83282 per migliorarne la viscosità a bassa temperatura.